# وندر أباد (سيد جمال الدين)
وندر أباد (بالفارسية: وندر آباد) هي قرية تقع في إيران في قسم سید جمال الدین الريفي. يقدر عدد سكانها بـ 1,960 نسمة .